# Schloss Lešná (Lešná)

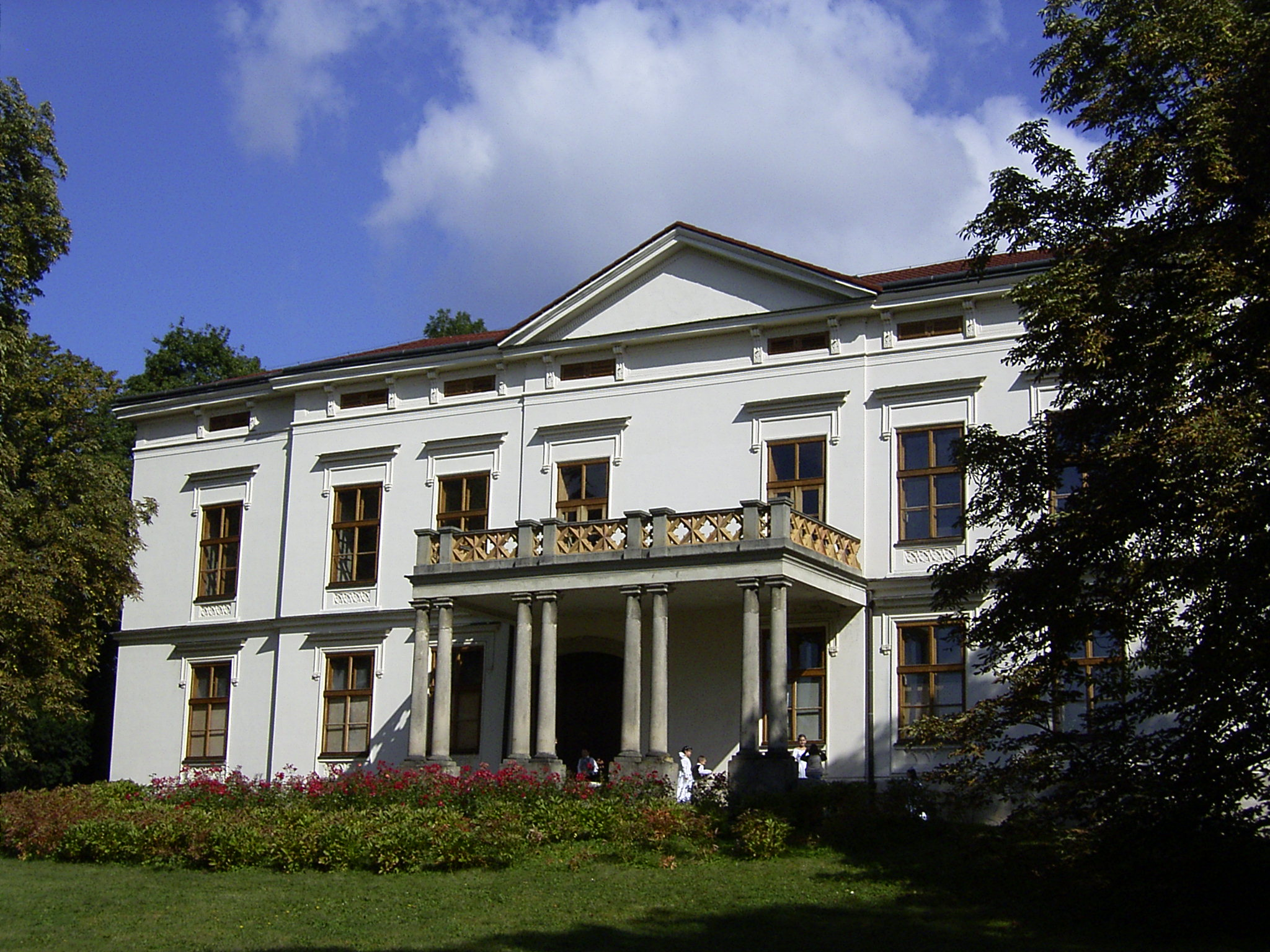
Schloss Lešná

Das Schloss Lešná (deutsch Schloss Löschna) befindet sich in der Gemeinde Lešná, Okres Vsetín in Tschechien.

## Geschichte
Seit dem 14. Jahrhundert ist in Lešná eine steinerne Feste als Sitz des gleichnamigen Landadelsgeschlechts nachweisbar. Martin Půhonč von Přednost ließ die Feste nach 1628 zu einem Renaissanceschloss mit dem Grundriss eines unregelmäßigen Fünfeckes und einem Arkadenhof im Innern umbauen. Umgeben war es von einem Wassergraben. Unter den Grafen Lažanský wurde das aus 13 herrschaftlichen Zimmern bestehende Schloss instand gesetzt. Die zugehörigen wirtschaftlichen Anlagen umfassten eine Brauerei mit Hopfengarten, einen Weinberg, eine Branntweinbrennerei, einen Garten und eine Orangerie. Josef Graf Beess-Chrostin ließ zwischen 1820 und 1840 die Wirtschaftsgebäude verlegen und um das Schloss durch italienische Gärtner einen repräsentativen englischen Park von 7,22 ha Ausdehnung anlegen. Dieser umfasste auch einen Tiergarten mit Muffel- und Damwildbestand. Nachdem August Graf Kinsky 1887 das Schloss erworben hatte, ließ er es nach Plänen Wiener Architekten im Stile des Klassizismus umgestalten und den Wintergarten anlegen. Um die Jahrhundertwende ließ Philipp Kinsky im Park eine Vielzahl von Stauden anpflanzen, dadurch wurde der Schlosspark Lešná zu einem der reichhaltigsten Parks des Landes. 1945 wurden die Grafen Kinsky enteignet.

## Nutzung
Seit 1975 gehören das Schloss und der Park zum Bezirksmuseum Vsetín, dem heutigen Walachischen Regionalmuseum. Der Schlosspark besitzt einen reichhaltigen und wertvollen Bestand. In ihm befindet sich u. a. eine der größten Hagebuchen in Mitteleuropa. Das aus sieben miteinander verwachsenen Stämmen bestehende Exemplar hat einen Stammumfang von 8,25 m.